# Torneo Apertura 2023 Segunda División (Guatemala)
El Torneo Apertura 2023 fue el primer torneo de la Temporada 2023−24 de la Segunda División de Guatemala, la tercera categoría del fútbol guatemalteco.
Los dos finalistas del torneo clasificaron a las series de ascenso 2024, para definir a los 3 ascendidos a Primera División. Asimismo, los 4 equipos con peor puntaje acumulado entre la fase de clasificación del Torneo Apertura y el Torneo Clausura descenderán a la Tercera División.
El torneo estaba programado a iniciar el 30 de julio, sin embargo, tras la desafiliación tardía del CSD Melchor, se suscitó una serie de irregularidades administrativas que propiciaron el atraso de la fecha de inicio.

## Sistema de competencia
La asamblea de equipos acordó un cambio de formato para la temporada 2023−24, dividiendo a los 40 equipos en 4 grupos de 10 en lugar de 5 grupos de 8 equipos, aumentando las 14 fechas a 18 y los 280 partidos a 360. 
El torneo se divide en dos fases:
- Fase de clasificación: 18 fechas de 20 partidos (360 partidos totales)
- Fase final: 28 partidos (desde octavos de final hasta las series finales)

### Fase de clasificación
Los 40 equipos participantes son divididos en 4 grupos de 10 equipos a razón de proximidad geográfica. Durante esta fase, cada equipo juega a visita recíproca contra sus otros 9 rivales de grupo, para un total de 18 fechas. Tras finalizar las 18 fechas regulares, los equipos son ordenados según la cantidad de puntos obtenidos (3 por victoria, 1 por empate y 0 por derrota), utilizando el diferencial de goles y los goles anotados como criterios de desempate. Los cuatro mejores equipos clasifican a la fase final por el título.

### Fase final
Los 16 equipos clasificados se ordenan según los puntos obtenidos en la fase de clasfiicación, enfrentándose a visita recíproca de la siguiente manera:
- 1° vs. 16°
- 2° vs. 15°
- 3° vs. 14°
- 4° vs. 13°
- 5° vs. 12°
- 6° vs. 11°
- 7° vs. 10°
- 8° vs. 9°

Los equipos ganadores de las series serán aquellos que anoten más goles en los dos partidos correspondientes. Tras haberse definido los 8 clasificados, los cuartos de final se jugarán a visita recíproca, enfrentando a los equipos de modo que:
- 1.° mejor clasificado vs 8.° mejor clasificado
- 2.° mejor clasificado vs 7.° mejor clasificado
- 3.° mejor clasificado vs 6.° mejor clasificado
- 4.° mejor clasificado vs 5.° mejor clasificado

Tras finalizados los dos enfrentamientos, los equipos ganadores de las series se enfrentan en la ronda semifinal a partido único en una sede equidistante a la localía de los equipos a enfrentar; lo anterior responde a que los equipos clasificados a la final también clasificarán a las series de ascenso. El orden de los enfrentamientos se define de modo que:
- 1.° mejor clasificado vs 4.° mejor clasificado
- 2.° mejor clasificado vs 3.° mejor clasificado

Los equipos ganadores clasificarán a la final y a las series de ascenso. Asimismo, el equipo que gane la final enfre los ganadores de las dos semifinales será nombrado campeón de liga.

### Series de ascenso
Los finalistas del Torneo Apertura y el Torneo Clausura se enfrentarán a un partido en sede neutral de la siguiente forma:
- Campeón del Apertura vs Subcampeón del Clausura
- Campeón del Clausura vs Subcampeón del Apertura

Los dos equipos ganadores de estas series ascenderán a Primera División. Mientras tanto, los equipos perdedores se enfrentarán en otro duelo en sede neutral para definir el tercer ascenso.

## Equipos participantes

### Cambios
| Pos.   | Descendidos desde la Primera División 2022−23 |
| ------ | --------------------------------------------- |
| Des.   | San Juan                                      |
| Perm.  | Sanarate                                      |
| 10°. B | Chimaltenango                                 |
| 10.º A | Puerto San José                               |

| Pos.  | Ascendidos a la Primera División 2023−24 |
| ----- | ---------------------------------------- |
| Prom. | Democracia                               |
| Prom. | Cuilapa                                  |
| Prom. | Fraijanes                                |
| Prom. | Juventud Copalera                        |
| Ficha | Heredia                                  |

| Pos.  | Ascendidos desde la Tercera División 2022−23 |
| ----- | -------------------------------------------- |
| C&F   | Nueva Santa Rosa                             |
| C&F   | El Mazateco AF                               |
| Prom. | Real Siquinalá                               |
| Prom. | Villa Nueva                                  |
| Prom. | Democratense                                 |
| Auto  | Juventud Comiteca                            |
| Ficha | Jacalteco FC                                 |
| Ficha | La Unión                                     |

| Pos.  | Descendidos a la Tercera División 2023−24 |
| ----- | ----------------------------------------- |
| Ficha | San Miguel FC                             |
| 37.°  | Juventud Retaltecos                       |
| 38.°  | Atlas Esquipulas                          |
| 39.°  | Futeca                                    |
| 40.°  | Bárcena VN                                |

### Información
| Grupo A            | Grupo A                     | Grupo A                           |
| Club               | Ciudad                      | Estadio                           |
| ------------------ | --------------------------- | --------------------------------- |
| Carchá             | San Pedro Carchá            | Juan Ramón Ponce Guay             |
| Gualán             | Río Hondo                   | Mario Enrique Arriaza Galdámez    |
| Izabal JC          | Puerto Barrios              | Roy Fearon                        |
| La Unión           | La Unión                    | Por definir                       |
| Manatí             | El Estor                    | Guillermo Leonel Warren Bautista  |
| San Jorge          | San Jorge                   | Municipal San Jorge               |
| Sanarate           | Sanarate                    | Municipal de Sanarate             |
| Santa Cruz         | Río Hondo                   | Hermanos Castellanos              |
| Santa Cruz AV      | Santa Cruz Verapaz          | Isaías García Morales             |
| Sayaxché           | Sayaxché                    | Municipal La Pasión               |
| Grupo B            |                             |                                   |
| Club               | Ciudad                      | Estadio                           |
| AFF Guatemala      | San Miguel Petapa           | Julio Armando Cóbar               |
| Agua Blanca        | Agua Blanca                 | Roquelino Escoobar                |
| Amatitlán          | Amatitlán                   | Guillermo Slowing                 |
| Chimaltenango      | Chimaltenango               | Municipal de Chimaltenango        |
| Chiquimulilla      | Chiquimulilla               | Los Conacastes                    |
| Jutiapa            | Jutiapa                     | El Cóndor                         |
| Nueva Santa Rosa   | Nueva Santa Rosa            | Por definir                       |
| Palencia           | Palencia                    | Francisco Escobar Pérez           |
| Tigres del Jumay   | Jalapa                      | Ingeniero Mario Estrada           |
| Villa Nueva        | Villa Nueva                 | Municipal de Bárcena              |
| Grupo C            |                             |                                   |
| Club               | Ciudad                      | Estadio                           |
| Ayutla             | Ayutla Tecún Umán           | Tecún Umán                        |
| Bolivia            | Santo Domingo Suchitepéquez | Comunal El Esfuerzo               |
| Democratense       | La Democracia               | La Democracia                     |
| El Mazateco        | Mazatenango                 | Por definir                       |
| Pajapita           | Pajapita                    | La Cantera Sport Club             |
| Puerto San José    | San José                    | Vicente Arévalo                   |
| Real Siquinalá     | Siquinalá                   | Mateo Sicay Paz                   |
| Sampedrano         | San Pedro La Laguna         | Bella Vista                       |
| San Pedro          | San Pedro La Laguna         | Bella Vista                       |
| Santo Tomás IFC    | Santa Lucía Milpas Altas    | Santo Tomás Milpas Altas          |
| Grupo D            |                             |                                   |
| Club               | Ciudad                      | Estadio                           |
| Aguacatán          | Aguacatán                   | David Herrera Mauricio            |
| América de Salcajá | Salcajá                     | Panorama Adelso de León Amézquita |
| Barillas           | Santa Cruz Barillas         | Carlos Enrique Mérida Cardona     |
| Chiantla           | Chiantla                    | Buenos Aires                      |
| Colomba            | Colomba Costa Cuca          | César Manuel Aguirre y Aguirre    |
| Jacalteco          | Jacaltenango                | Filomeno Herrera                  |
| La Esperanza       | Aguacatán                   | Por definir                       |
| La Libertad        | La Libertad                 | Municipal La Mora                 |
| Malacas            | Malacatancito               | Municipal Malacatancito           |
| Sija               | San Carlos Sija             | José Domingo Calderón Díaz        |

## Fase de clasificación

### Grupo A

#### Tabla
| Pos. | Equipos       | PJ | PG | PE | PP | GF | GC | Dif. | PTS | Clasificación |
| ---- | ------------- | -- | -- | -- | -- | -- | -- | ---- | --- | ------------- |
| 1    | Gualán        | 18 | 11 | 4  | 3  | 27 | 9  | +18  | 37  | Fase final    |
| 2    | Sayaxché      | 18 | 8  | 6  | 4  | 30 | 14 | +16  | 30  | Fase final    |
| 3    | Carchá        | 18 | 9  | 3  | 6  | 24 | 22 | +2   | 30  | Fase final    |
| 4    | Santa Cruz    | 18 | 8  | 5  | 5  | 31 | 31 | 0    | 29  | Fase final    |
| 5    | Izabal JC     | 18 | 7  | 5  | 6  | 30 | 22 | +8   | 26  |               |
| 6    | Manatí        | 18 | 5  | 6  | 7  | 23 | 31 | −8   | 21  |               |
| 7    | La Unión      | 18 | 4  | 8  | 6  | 30 | 27 | +3   | 20  |               |
| 8    | Santa Cruz AV | 18 | 5  | 4  | 9  | 16 | 28 | −12  | 19  |               |
| 9    | San Jorge     | 18 | 4  | 5  | 9  | 23 | 32 | −9   | 17  |               |
| 10   | Sanarate      | 18 | 5  | 2  | 11 | 16 | 34 | −18  | 17  |               |

#### Resultados
| Local \ Visitante | CAR | GLN | IZA | LUN | MAN | SAY | SCA | SCZ | SJO | SNR |
| ----------------- | --- | --- | --- | --- | --- | --- | --- | --- | --- | --- |
| Carchá            | —   | 1–0 | 2–1 | 3–1 | 2–1 | 1–0 | 1–0 | 2–0 | 0–1 | 2–1 |
| Gualán            | 1–0 | —   | 2–1 | 4–1 | 3–0 | 1–0 | 2–0 | 1–0 | 3–0 | 5–0 |
| Izabal JC         | 4–1 | 2–0 | —   | 1–1 | 5–0 | 0–2 | 3–0 | 1–1 | 1–0 | 0–0 |
| La Unión          | 0–0 | 0–0 | 1–1 | —   | 2–2 | 2–2 | 4–0 | 2–2 | 3–1 | 3–0 |
| Manatí            | 3–1 | 1–1 | 2–1 | 2–1 | —   | 0–0 | 1–1 | 4–2 | 1–1 | 2–0 |
| Sayaxché          | 2–1 | 0–0 | 3–0 | 3–1 | 3–0 | —   | 4–0 |     | 1–1 | 5–1 |
| Santa Cruz AV     | 1–1 | 1–0 | 2–4 | 1–1 | 1–0 | 1–1 | —   | 1–2 | 3–1 | 1–0 |
| Santa Cruz FC     | 4–3 | 1–1 | 1–2 | 3–2 | 2–2 | 2–1 | 1–0 | —   | 4–4 | 3–2 |
| San Jorge         | 1–2 | 1–2 | 3–3 | 1–0 | 4–2 | 1–1 | 1–0 | 1–2 | —   | 1–3 |
| Sanarate          | 1–1 | 0–1 | 1–0 | 1–5 | 1–0 | 1–2 | 1–3 | 2–0 | 1–0 | —   |

### Grupo B

#### Tabla
| Pos. | Equipos          | PJ | PG | PE | PP | GF | GC | Dif. | PTS | Clasificación |
| ---- | ---------------- | -- | -- | -- | -- | -- | -- | ---- | --- | ------------- |
| 1    | Palencia         | 18 | 11 | 2  | 5  | 44 | 28 | +16  | 35  | Fase final    |
| 2    | Jutiapa          | 18 | 11 | 0  | 7  | 31 | 31 | 0    | 33  | Fase final    |
| 3    | AFF Guatemala    | 18 | 9  | 4  | 5  | 30 | 22 | +8   | 31  | Fase final    |
| 4    | Chimaltenango    | 18 | 9  | 3  | 6  | 37 | 21 | +16  | 30  | Fase final    |
| 5    | Nueva Santa Rosa | 18 | 9  | 2  | 7  | 31 | 19 | +12  | 29  |               |
| 6    | Chiquimulilla    | 18 | 8  | 4  | 6  | 22 | 15 | +7   | 28  |               |
| 7    | Tigres del Jumay | 18 | 8  | 3  | 7  | 31 | 23 | +8   | 27  |               |
| 8    | Amatitlán        | 18 | 4  | 5  | 9  | 20 | 31 | −11  | 17  |               |
| 9    | Agua Blanca      | 18 | 5  | 2  | 11 | 23 | 37 | −14  | 17  |               |
| 10   | Villa Nueva      | 18 | 2  | 3  | 13 | 18 | 60 | −42  | 9   |               |

#### Resultados
| Local \ Visitante  | AFF | AGB | AMA | CHM | CHQ | JUT | NSR | PAL | TIG | VNU |
| ------------------ | --- | --- | --- | --- | --- | --- | --- | --- | --- | --- |
| AFF CENMA Santiago | —   | 2–0 | 4–1 | 3–0 | 1–1 | 1–0 | 1–1 | 1–0 | 1–1 | 3–0 |
| Agua Blanca        | 3–2 | —   | 2–2 | 2–0 | 0–0 | 2–3 | 2–1 | 2–3 | 2–1 | 3–0 |
| Amatitlán          | 1–2 | 2–0 | —   | 1–1 | 2–1 | 0–1 | 1–2 | 1–3 | 2–2 | 3–1 |
| Chimaltenango      | 2–0 | 3–0 | 2–0 | —   | 2–0 | 1–2 | 1–0 | 2–1 | 0–0 | 9–0 |
| Chiquimulilla      | 0–2 | 2–0 | 3–0 | 0–0 | —   | 1–2 | 2–0 | 2–1 | 2–0 | 3–1 |
| Jutiapa            | 3–2 | 2–1 | 1–2 | 1–4 | 1–0 | —   | 0–4 | 4–2 | 1–2 | 4–1 |
| Nueva Santa Rosa   | 0–1 | 2–1 | 2–0 | 4–2 | 1–0 | 1–2 | —   | 2–2 | 1–0 | 2–0 |
| Palencia           | 3–1 | 7–1 | 1–1 | 4–2 | 0–1 | 4–1 | 2–1 | —   | 3–1 | 3–2 |
| Tigres del Jumay   | 4–2 | 2–0 | 2–0 | 1–4 | 0–2 | 2–0 | 2–0 | 2–3 | —   | 4–0 |
| Villa Nueva        | 2–2 | 3–2 | 1–1 | 3–2 | 2–2 | 1–3 | 0–7 | 1–2 | 0–5 | —   |

### Grupo C

#### Tabla
| Pos. | Equipos         | PJ | PG | PE | PP | GF | GC | Dif. | PTS | Clasificación |
| ---- | --------------- | -- | -- | -- | -- | -- | -- | ---- | --- | ------------- |
| 1    | Pajapita        | 18 | 11 | 4  | 3  | 40 | 21 | +19  | 37  | Fase final    |
| 2    | Sampedrano      | 18 | 10 | 4  | 4  | 27 | 11 | +16  | 34  | Fase final    |
| 3    | Real Siquinalá  | 18 | 10 | 1  | 7  | 23 | 20 | +3   | 31  | Fase final    |
| 4    | El Mazateco     | 18 | 8  | 3  | 7  | 31 | 23 | +8   | 27  | Fase final    |
| 5    | San Pedro       | 18 | 7  | 4  | 7  | 25 | 27 | −2   | 25  |               |
| 6    | Santo Tomás IFC | 18 | 7  | 3  | 8  | 20 | 27 | −7   | 24  |               |
| 7    | Ayutla          | 18 | 7  | 2  | 9  | 31 | 28 | +3   | 23  |               |
| 8    | Bolivia         | 18 | 6  | 4  | 8  | 27 | 27 | 0    | 22  |               |
| 9    | Puerto San José | 18 | 5  | 4  | 9  | 15 | 27 | −12  | 19  |               |
| 10   | Democratense    | 18 | 2  | 5  | 11 | 15 | 43 | −28  | 11  |               |

#### Resultados
| Local \ Visitante         | AYU | BOL | DMC | EMZ | PAJ | PSJ | RSQ | SAM | SNP | STI |
| ------------------------- | --- | --- | --- | --- | --- | --- | --- | --- | --- | --- |
| Ayutla                    | —   | 1–1 | 5–4 | 2–1 | 1–2 | 5–0 | 1–0 | 0–3 | 3–0 | 4–1 |
| Bolivia                   | 2–4 | —   | 6–1 | 2–2 | 2–2 | 2–0 | 3–0 | 0–0 | 1–0 | 2–0 |
| Democratense              | 2–1 | 1–0 | —   | 1–2 | 2–2 | 0–0 | 0–2 | 0–0 | 0–0 | 0–1 |
| El Mazateco AF            | 2–1 | 3–1 | 6–1 | —   | 2–3 | 2–1 | 1–0 | 0–2 | 4–1 | 1–3 |
| Pajapita                  | 1–1 | 3–0 | 5–0 | 2–1 | —   | 3–0 | 3–0 | 2–1 | 2–1 | 4–2 |
| Puerto San José           | 2–1 | 1–0 | 2–2 | 0–3 | 1–0 | —   | 1–2 | 2–0 | 1–1 | 3–1 |
| Real Siquinalá            | 2–0 | 2–1 | 1–0 | 1–0 | 0–1 | 0–0 | —   | 2–1 | 3–1 | 3–0 |
| Sampedrano                | 1–0 | 2–0 | 4–0 | 1–1 | 2–1 | 3–0 | 4–1 | —   | 1–1 | 1–0 |
| San Pedro                 | 1–0 | 2–0 | 5–1 | 1–0 | 4–3 | 1–0 | 3–2 | 0–1 | —   | 2–2 |
| Santo Tomás Independencia | 2–0 | 2–4 | 1–0 | 0–0 | 0–0 | 1–0 | 0–2 | 1–0 | 3–1 | —   |

### Grupo D

#### Tabla
| Pos. | Equipos            | PJ | PG | PE | PP | GF | GC | Dif. | PTS | Clasificación |
| ---- | ------------------ | -- | -- | -- | -- | -- | -- | ---- | --- | ------------- |
| 1    | Barillas           | 18 | 11 | 4  | 3  | 21 | 9  | +12  | 37  | Fase final    |
| 2    | Jacalteco          | 18 | 10 | 4  | 4  | 20 | 12 | +8   | 34  | Fase final    |
| 3    | Aguacatán          | 18 | 10 | 3  | 5  | 33 | 12 | +21  | 33  | Fase final    |
| 4    | La Libertad        | 18 | 10 | 3  | 5  | 32 | 19 | +13  | 33  | Fase final    |
| 5    | Colomba            | 18 | 9  | 4  | 5  | 33 | 20 | +13  | 31  |               |
| 6    | América de Salcajá | 18 | 7  | 4  | 7  | 17 | 23 | −6   | 25  |               |
| 7    | Malacas            | 18 | 7  | 2  | 9  | 18 | 21 | −3   | 23  |               |
| 8    | Sija               | 18 | 5  | 5  | 8  | 27 | 32 | −5   | 20  |               |
| 9    | Chiantla           | 18 | 3  | 3  | 12 | 13 | 22 | −9   | 12  |               |
| 10   | La Esperanza       | 18 | 1  | 0  | 17 | 7  | 51 | −44  | 3   |               |

#### Resultados
| Local \ Visitante  | AGU | AME | BAR | CHN | COL | JAC | LES | LLB | MLC | SIJ |
| ------------------ | --- | --- | --- | --- | --- | --- | --- | --- | --- | --- |
| Aguacatán          | —   | 2–0 | 1–0 | 2–1 | 1–1 | 3–0 | 6–0 | 1–1 | 3–0 | 2–0 |
| América de Salcajá | 1–0 | —   | 1–1 | 1–0 | 2–1 | 0–0 | 2–0 | 2–1 | 2–2 | 0–1 |
| Barillas           | 1–0 | 1–1 | —   | 1–0 | 2–1 | 2–0 | 3–1 | 1–0 | 1–0 | 1–0 |
| Chiantla           | 1–1 | 0–1 | 1–1 | —   | 3–1 | 0–2 | 1–0 | 2–0 | 1–0 | 1–2 |
| Colomba            | 1–0 | 3–0 | 1–1 | 3–1 | —   | 0–1 | 2–1 | 3–0 | 3–0 | 5–2 |
| Jacalteco          | 2–0 | 2–1 | 1–0 | 1–0 | 0–0 | —   | 2–0 | 1–1 | 2–0 | 2–1 |
| La Esperanza       | 0–5 | 0–1 | 0–3 | 1–0 | 0–3 | 1–3 | —   | 0–5 | 0–2 | 1–3 |
| La Libertad        | 2–1 | 4–1 | 0–1 | 2–1 | 3–1 | 1–0 | 4–1 | —   | 1–0 | 4–1 |
| Malacas            | 0–3 | 2–0 | 1–0 | 2–0 | 1–2 | 1–0 | 2–0 | 0–1 | —   | 3–1 |
| Sija               | 1–2 | 3–1 | 0–1 | 1–1 | 2–2 | 1–1 | 4–1 | 2–2 | 2–2 | —   |

## Fase final

### Cuadro
|  | Octavos de Final | Octavos de Final | Octavos de Final | Octavos de Final |       |               | Cuartos de Final | Cuartos de Final | Cuartos de Final | Cuartos de Final |  |          | Semifinales   | Semifinales | Semifinales | Semifinales |  |  | Final | Final | Final | Final |
|  |                  |                  |                  |                  |       |               |                  |                  |                  |                  |  |          |               |             |             |             |  |  |       |       |       |       |
|  | Gualán           | 0                | 5                | 5                |       |               |                  |                  |                  |                  |  |          |               |             |             |             |  |  |       |       |       |       |
|  | Chimaltenango    | 2                | 1                | 3                |       |               |                  |                  |                  |                  |  |          |               |             |             |             |  |  |       |       |       |       |
|  | Chimaltenango    | 2                | 1                | 3                |       | Gualán        | 2                | 1                | 3                |                  |  |          |               |             |             |             |  |  |       |       |       |       |
|  |                  |                  |                  |                  |       | Gualán        | 2                | 1                | 3                |                  |  |          |               |             |             |             |  |  |       |       |       |       |
|  |                  | Carchá           | 3                | 2                | 5     |               |                  |                  |                  |                  |  |          |               |             |             |             |  |  |       |       |       |       |
|  | Jutiapa          | Carchá           | 3                | 2                | 5     | 0             | 1                | 1                |                  |                  |  |          |               |             |             |             |  |  |       |       |       |       |
|  | Jutiapa          |                  |                  |                  |       | 0             | 1                | 1                |                  |                  |  |          |               |             |             |             |  |  |       |       |       |       |
|  | Carchá           | 1                | 1                | 2                |       |               |                  |                  |                  |                  |  |          |               |             |             |             |  |  |       |       |       |       |
|  | Carchá           | 1                | 1                | 2                |       |               |                  |                  |                  |                  |  | Carchá   | 2             | 2           | 4 (3)       |             |  |  |       |       |       |       |
|  |                  |                  |                  |                  |       |               |                  |                  |                  |                  |  | Carchá   | 2             | 2           | 4 (3)       |             |  |  |       |       |       |       |
|  |                  | AFF Guatemala    | 1                | 3                | 4 (4) |               |                  |                  |                  |                  |  |          |               |             |             |             |  |  |       |       |       |       |
|  | AFF Guatemala    | AFF Guatemala    | 1                | 3                | 4 (4) | 2             | 2                | 4                |                  |                  |  |          |               |             |             |             |  |  |       |       |       |       |
|  | AFF Guatemala    |                  |                  |                  |       | 2             | 2                | 4                |                  |                  |  |          |               |             |             |             |  |  |       |       |       |       |
|  | Sayaxché         | 1                | 0                | 1                |       |               |                  |                  |                  |                  |  |          |               |             |             |             |  |  |       |       |       |       |
|  | Sayaxché         | 1                | 0                | 1                |       | AFF Guatemala | 1                | 2                | 3(4)             |                  |  |          |               |             |             |             |  |  |       |       |       |       |
|  |                  |                  |                  |                  |       | AFF Guatemala | 1                | 2                | 3(4)             |                  |  |          |               |             |             |             |  |  |       |       |       |       |
|  |                  | Palencia         | 2                | 1                | 3(3)  |               |                  |                  |                  |                  |  |          |               |             |             |             |  |  |       |       |       |       |
|  | Palencia         | Palencia         | 2                | 1                | 3(3)  | 0             | 5                | 5                |                  |                  |  |          |               |             |             |             |  |  |       |       |       |       |
|  | Palencia         |                  |                  |                  |       | 0             | 5                | 5                |                  |                  |  |          |               |             |             |             |  |  |       |       |       |       |
|  | Santa Cruz       | 2                | 1                | 3                |       |               |                  |                  |                  |                  |  |          |               |             |             |             |  |  |       |       |       |       |
|  | Santa Cruz       | 2                | 1                | 3                |       |               |                  |                  |                  |                  |  |          | AFF Guatemala |             |             |             |  |  |       |       |       |       |
|  |                  |                  |                  |                  |       |               |                  |                  |                  |                  |  |          |               |             |             |             |  |  |       |       |       |       |
|  |                  | Pajapita         |                  |                  |       |               |                  |                  |                  |                  |  |          |               |             |             |             |  |  |       |       |       |       |
|  | Pajapita         | 1                | 3                | 4                |       |               |                  |                  |                  |                  |  |          |               |             |             |             |  |  |       |       |       |       |
|  | Pajapita         | 1                | 3                | 4                |       |               |                  |                  |                  |                  |  |          |               |             |             |             |  |  |       |       |       |       |
|  | La Libertad      | 3                | 0                | 3                |       |               |                  |                  |                  |                  |  |          |               |             |             |             |  |  |       |       |       |       |
|  | La Libertad      | 3                | 0                | 3                |       | Pajapita      | 1                | 2                | 3                |                  |  |          |               |             |             |             |  |  |       |       |       |       |
|  |                  |                  |                  |                  |       | Pajapita      | 1                | 2                | 3                |                  |  |          |               |             |             |             |  |  |       |       |       |       |
|  |                  | Jacalteco        | 1                | 1                | 2     |               |                  |                  |                  |                  |  |          |               |             |             |             |  |  |       |       |       |       |
|  | Jacalteco        | Jacalteco        | 1                | 1                | 2     | 1             | 4                | 5t. e.           |                  |                  |  |          |               |             |             |             |  |  |       |       |       |       |
|  | Jacalteco        |                  |                  |                  |       | 1             | 4                | 5t. e.           |                  |                  |  |          |               |             |             |             |  |  |       |       |       |       |
|  | Real Siquinalá   | 1                | 2                | 3                |       |               |                  |                  |                  |                  |  |          |               |             |             |             |  |  |       |       |       |       |
|  | Real Siquinalá   | 1                | 2                | 3                |       |               |                  |                  |                  |                  |  | Pajapita | 1             | 2           | 3           |             |  |  |       |       |       |       |
|  |                  |                  |                  |                  |       |               |                  |                  |                  |                  |  | Pajapita | 1             | 2           | 3           |             |  |  |       |       |       |       |
|  |                  | Sampedrano       | 0                | 0                | 0     |               |                  |                  |                  |                  |  |          |               |             |             |             |  |  |       |       |       |       |
|  | Sampedrano       | Sampedrano       | 0                | 0                | 0     | 0             | 2                | 2                |                  |                  |  |          |               |             |             |             |  |  |       |       |       |       |
|  | Sampedrano       |                  |                  |                  |       | 0             | 2                | 2                |                  |                  |  |          |               |             |             |             |  |  |       |       |       |       |
|  | Aguacatán        | 0                | 1                | 1                |       |               |                  |                  |                  |                  |  |          |               |             |             |             |  |  |       |       |       |       |
|  | Aguacatán        | 0                | 1                | 1                |       | Sampedrano    | 4                | 3                | 7                |                  |  |          |               |             |             |             |  |  |       |       |       |       |
|  |                  |                  |                  |                  |       | Sampedrano    | 4                | 3                | 7                |                  |  |          |               |             |             |             |  |  |       |       |       |       |
|  |                  | Barillas         | 0                | 2                | 2     |               |                  |                  |                  |                  |  |          |               |             |             |             |  |  |       |       |       |       |
|  | Barillas         | Barillas         | 0                | 2                | 2     | 1             | 1                | 2 (5)            |                  |                  |  |          |               |             |             |             |  |  |       |       |       |       |
|  | Barillas         |                  |                  |                  |       | 1             | 1                | 2 (5)            |                  |                  |  |          |               |             |             |             |  |  |       |       |       |       |
|  | El Mazateco      | 2                | 0                | 2 (3)            |       |               |                  |                  |                  |                  |  |          |               |             |             |             |  |  |       |       |       |       |

### Octavos de final
| Fechas              | Local en la ida | Global          | Local en la vuelta | Ida | Vuelta | Serie |
| ------------------- | --------------- | --------------- | ------------------ | --- | ------ | ----- |
| 9 y 12 de noviembre | Chimaltenango   | 3−5             | Gualán             | 2−0 | 1−5    | A     |
| 9 y 12 de noviembre | Carchá          | 2−1             | Jutiapa            | 1−0 | 1−1    | B     |
| 9 y 12 de noviembre | Sayaxché        | 1−4             | AFF Guatemala      | 1−2 | 0−2    | C     |
| 9 y 12 de noviembre | Santa Cruz      | 3−5             | Palencia           | 2−0 | 1−5    | D     |
| 9 y 12 de noviembre | La Libertad     | 3−4             | Pajapita           | 3−1 | 0−3    | E     |
| 9 y 12 de noviembre | Real Siquinalá  | 3−3 (0:2 t. e.) | Jacalteco          | 1−1 | 2−2    | F     |
| 9 y 12 de noviembre | Aguacatán       | 1−2             | Sampedrano         | 0−0 | 1−2    | G     |
| 9 y 12 de noviembre | El Mazateco     | 2−2 (3:5 p.)    | Barillas           | 2−1 | 0−1    | H     |

### Cuartos de final
| Fechas               | Local en la ida | Global       | Local en la vuelta | Ida | Vuelta | Serie |
| -------------------- | --------------- | ------------ | ------------------ | --- | ------ | ----- |
| 15 y 18 de noviembre | Carchá          | 5−3          | Gualán             | 3−2 | 2−1    | I     |
| 15 y 18 de noviembre | AFF Guatemala   | 3−3 (4:3 p.) | Palencia           | 1−2 | 2−1    | J     |
| 15 y 18 de noviembre | Jacalteco       | 2−3          | Pajapita           | 1−1 | 1−2    | K     |
| 15 y 18 de noviembre | Sampedrano      | 7−2          | Barillas           | 4−0 | 3−2    | L     |

### Semifinales
| Fechas                        | Local en la ida | Global                 | Local en la vuelta | Ida | Vuelta |
| ----------------------------- | --------------- | ---------------------- | ------------------ | --- | ------ |
| 25 noviembre y 2 de diciembre | Sampedrano      | 0−3                    | Pajapita           | 0−1 | 0−2    |
| 26 noviembre y 3 de diciembre | Carchá          | 3−3 (4:4 t.e., 3:4 p.) | AFF Guatemala      | 2−1 | 1−2    |

#### Clasificados a las Series de Ascenso 2024
| Bandera de Departamento de Guatemala | Bandera de San Marcos (departamento) |
| AFF Guatemala                        | Pajapita                             |
| Clasificado el 2/12/2023             | Clasificado el 3/12/2023             |

### Final
| Fechas              | Local en la ida | Global | Local en la vuelta | Ida | Vuelta |
| ------------------- | --------------- | ------ | ------------------ | --- | ------ |
| 9 y 17 de diciembre | AFF Guatemala   | 4-3    | Pajapita           | 3-1 | 1-2    |

#### Campeón
|               |
| AFF Guatemala |